# 契約結婚
『契約結婚』（けいやくけっこん）は、東海テレビ制作のフジテレビ系列で、2005年7月4日から9月30日まで放送された昼のテレビドラマ。全65回放送で原作は石川達三の小説『僕たちの失敗で放送時間は、月曜から金曜の13:30 - 14:00（報道特番のための第26話順延の影響で、第30話のみ放送曜日・時間が地域によって異なった）
「契約結婚」は、初めから結婚期間を限定することを同意の上で結婚することで、ジャン＝ポール・サルトルとシモーヌ・ド・ボーヴォワールが提案・実践し、フェミニズムの盛り上がりに寄与した。

## キャスト

### 主人公
伊吹万砂子（福田,平沢万砂子） - 雛形あきこ
この物語の主人公。女性月刊雑誌編集部勤務。信太郎との結婚式での誓いの言葉の際「誓いません」と言われてしまう。
美千代に捨てられた次雄を懸命に介護し、職場にも連れて来る。妊娠が分かるが信太郎と離婚｡万希を出産。後に直人と再婚するが、直人の暴力のため離婚。
信太郎との愛が復活した最中に体調を崩し倒れ、急性骨髄性白血病である事がわかる。恋敵である恵子から骨髄を移植され、病を克服。信太郎との愛をあきらめようとしたが、紆余曲折を経てついに信太郎と結ばれる。
不器用ではあるが、ひたむきで健気な性格の持ち主である。

### 福田家
福田信太郎 - 長谷川朝晴
万砂子の婚約者。万砂子と同じ出版社のマーケティング部勤務。期間を限定した「契約結婚」という形で万砂子と結婚しようと提案し、結婚式の誓いの言葉で堂々と「誓いません」と宣言。真面目な性格だがドライな面があり、万砂子を不安にさせる事もあった。
まだ子供が欲しくない時期に万砂子が妊娠したのをきっかけに二人の仲が悪化し離婚。大阪に転勤になり、睦美と再婚したが万砂子が恋しくなる。その後、睦美と離婚。自分の子を妊娠した恵子と婚約するが、再び万砂子と結ばれる。
福田八重子 - 李麗仙
信太郎の母。次雄の介護のために病院に入り浸りになった万砂子を家から追い出す。
信太郎の上司・作太と再婚しようとしていたが、先立たれてしまう。

### 主人公夫妻の恋敵
徳丸恵子（若林恵子） - 高樹マリア
万砂子の同僚、万砂子に敵対心を持っている。彬を弄ぶが、後に結婚。だがうまくいかずに離婚する。
信太郎に一方的な思いを寄せアタックし婚約。万砂子と信太郎がやり直す矢先に信太郎の子を妊娠していることが分かるが婚約パーティーの日、招待していないにもかかわらず押しかけて来た元夫・彬と言い争い、階段から転落し流産する。
急性骨髄性白血病になった万砂子のドナーになる。信太郎との結婚にこぎつけるものの、土壇場で万砂子に略奪されてしまい、ヤケ酒をあおるが彬とやり直す。
若林彬 - 青木堅治
万砂子の同僚。頼りなくおっちょこちょいな性格。恵子に気があるが玩ばれ傷害事件を起こすが、後に恵子と結婚。だが結局うまくいかなくなり、不倫して離婚。
恵子と信太郎の婚約パーティーに招待されていないにもかかわらず、祝いの席に乗り込み、恵子に難癖をつけた挙句言い争いになりもみあった末、恵子を流産させてしまう。その後、自殺を図り意識不明になるが、後に意識を取り戻し、恵子と復縁。

### 伊吹家
伊吹達郎 - 山本圭
万砂子の義父。小田原でみやげ物店を経営。信太郎と万砂子の結婚が契約結婚だと知り激怒する。
伊吹初枝 - 駒塚由衣
万砂子の母、万砂子を連れて達郎と再婚している。
伊吹陽平 - 荒川優
達郎と初枝の息子、万砂子の義弟。

### 稲垣家
稲垣次雄 - 寺門ジモン
美千代の夫。夫婦で喫茶店を経営。交通事故で長男・俊太をかばうが俊太は死亡。
自分も車椅子生活になり、一時は脳障害のため廃人状態になる。美千代の不倫を知り悲しむ。万砂子が一時介護していたが、美千代が迎えに来る。リハビリにはげみ、車椅子で接客できるように。
稲垣美千代 - 眞野裕子
万砂子の友人、次雄の妻。万砂子が目を離した隙に長男・俊太が交通事故にあい死亡したショックで第2子を切迫流産する。
次雄の介護が面倒になり、次雄を放りっぱなしにし信太郎と関係を結び次雄の介護を万砂子に押し付け、慰謝料を要求したり嫌がらせをするが、次雄とやり直すことで万砂子への憎しみは消える。

### その他
渡辺作太 - 山内賢
編集局長。妻・芙美子は不仲で別居中。万砂子と信太郎の上司。
八重子と交際し、再婚を考えていたが急死してしまう。信太郎からは嫌われていた。
片桐整三 - 夏原遼
仙台で実父の介護のため別居中の妻・綾と離婚する。万砂子とは実の兄妹。
園田祥子 - 栗田よう子
万砂子の勤める編集部のチーフ。仕事には厳しいが何かと万砂子を気にかけている。
三崎大輔 - 小林秀平
平沢直人 - 東根作寿英
水産加工業を経営。万砂子と結婚するが、信太郎が再び万砂子の前に現れた事で夫婦仲に亀裂が入り、連れ子の万希に暴力を振るうようになり離婚。
伊吹万希（平沢万希） - 岡田七海
信太郎と万砂子の娘。万砂子が離婚後に出産した。
福田睦美 - みやなおこ
信太郎の再婚相手、大阪でクラブを何軒か経営している。
東京でも店を出そうと、以前万砂子が使っていたマンションで暮らそうとする。後に、信太郎と離婚する。
ほか

## スタッフ
- 企画 - 鶴啓二郎（東海テレビ）
- 原作 - 石川達三『僕たちの失敗』（新潮文庫：ISBN 4101015244 新潮社）
- 脚本 - いとう斗士八、大原久澄
- 音楽 - 村松崇継
- 音楽制作 - インスパイア・ホールディングス
- 広報 - 植木圭一（東海テレビ）、山本聡美（東海テレビ）
- 演出 - 島崎敏樹（泉放送制作）、吉野晴亮、堀口明洋
- プロデューサー - 市野直親（東海テレビ）、浦井孝行（国際放映）、河角直樹（国際放映）
- 制作 - 東海テレビ放送、国際放映

## サブタイトル
| 第1週  | 第1週     | 第1週          | 第2週  | 第2週     | 第2週          | 第3週  | 第3週     | 第3週           |
| 回     | 放送日    | サブタイトル   | 回     | 放送日    | サブタイトル   | 回     | 放送日    | サブタイトル    |
| ------ | --------- | -------------- | ------ | --------- | -------------- | ------ | --------- | --------------- |
| 第1話  | 2005.7.4  | ない           | 第6話  | 2005.7.11 | 朝帰りの真相   | 第11話 | 2005.7.18 | 愛の別居結婚    |
| 第2話  | 2005.7.5  | ない           | 第7話  | 2005.7.12 | 結婚式不要?    | 第12話 | 2005.7.19 | 夫と父のバトル  |
| 第3話  | 2005.7.6  | ない           | 第8話  | 2005.7.13 | 殴られた新郎   | 第13話 | 2005.7.20 | 興信所の報告    |
| 第4話  | 2005.7.7  | ない           | 第9話  | 2005.7.14 | 孤独な新婚旅行 | 第14話 | 2005.7.21 | 揉める嫁姑      |
| 第5話  | 2005.7.8  | ない           | 第10話 | 2005.7.15 | 愛は茨の道…    | 第15話 | 2005.7.22 | 子どもがほしい! |
| 第4週  | 第4週     | 第4週          | 第5週  | 第5週     | 第5週          | 第6週  | 第6週     | 第6週           |
| 回     | 放送日    | サブタイトル   | 回     | 放送日    | サブタイトル   | 回     | 放送日    | サブタイトル    |
| 第16話 | 2005.7.25 | 赤い糸の天使   | 第21話 | 2005.8.1  | 度重なる悪夢   | 第26話 | 2005.8.9  | 浅はかな愛…     |
| 第17話 | 2005.7.26 | ダブル不倫!?   | 第22話 | 2005.8.2  | 捨てられた通帳 | 第27話 | 2005.8.10 | 憎しみの代償    |
| 第18話 | 2005.7.27 | 微妙な一夜…    | 第23話 | 2005.8.3  | 夜叉のような顔 | 第28話 | 2005.8.11 | 離婚の選択      |
| 第19話 | 2005.7.28 | 無神経な伝言   | 第24話 | 2005.8.4  | 良妻の本音…    | 第29話 | 2005.8.12 | 手探りの介護    |
| 第20話 | 2005.7.29 | 辞表トラブル!  | 第25話 | 2005.8.5  | 愛のための不倫 | 第30話 | 2005.8.14 | 頑張れない…     |
| 第7週  | 第7週     | 第7週          | 第8週  | 第8週     | 第8週          | 第9週  | 第9週     | 第9週           |
| 回     | 放送日    | サブタイトル   | 回     | 放送日    | サブタイトル   | 回     | 放送日    | サブタイトル    |
| 第31話 | 2005.8.15 | 2番目女の戦略  | 第36話 | 2005.8.22 | 言い出せない…  | 第41話 | 2005.8.29 | 内緒の兄妹      |
| 第32話 | 2005.8.16 | おふくろの恋愛 | 第37話 | 2005.8.23 | 契約結婚の先輩 | 第42話 | 2005.8.30 | 外した結婚指輪  |
| 第33話 | 2005.8.17 | 危険な尾行者   | 第38話 | 2005.8.24 | ショックな答え | 第43話 | 2005.8.31 | それぞれの再婚  |
| 第34話 | 2005.8.18 | 不倫疑惑       | 第39話 | 2005.8.25 | 祝福されない子 | 第44話 | 2005.9.1  | 元妻への片思い  |
| 第35話 | 2005.8.19 | 体の変調…      | 第40話 | 2005.8.26 | 決意の離婚届   | 第45話 | 2005.9.2  | 君は今、幸せか? |
| 第10週 | 第10週    | 第10週         | 第11週 | 第11週    | 第11週         | 第12週 | 第12週    | 第12週          |
| 回     | 放送日    | サブタイトル   | 回     | 放送日    | サブタイトル   | 回     | 放送日    | サブタイトル    |
| 第46話 | 2005.9.5  | キスの理由     | 第51話 | 2005.9.12 | ついに別居…    | 第56話 | 2005.9.19 | 愛の戦いの武器  |
| 第47話 | 2005.9.6  | 最後の抱擁     | 第52話 | 2005.9.13 | 美しき過去     | 第57話 | 2005.9.20 | 愛のない求婚    |
| 第48話 | 2005.9.7  | 家庭を壊す悪魔 | 第53話 | 2005.9.14 | 壊れていく夫   | 第58話 | 2005.9.21 | 信太郎の答え    |
| 第49話 | 2005.9.8  | 監視される生活 | 第54話 | 2005.9.15 | 愛の修羅場     | 第59話 | 2005.9.22 | 激しい目眩…     |
| 第50話 | 2005.9.9  | パパが怖い…    | 第55話 | 2005.9.16 | 勘当された娘   | 第60話 | 2005.9.23 | 本当の病名      |
| 最終週 |           |                |        |           |                |        |           |                 |
| 回     | 放送日    | サブタイトル   |        |           |                |        |           |                 |
| 第61話 | 2005.9.26 | 運命の悪意…    |        |           |                |        |           |                 |
| 第62話 | 2005.9.27 | 愛の取り引き   |        |           |                |        |           |                 |
| 第63話 | 2005.9.28 | 恋敵が命の恩人 |        |           |                |        |           |                 |
| 第64話 | 2005.9.29 | 走れ!万砂子    |        |           |                |        |           |                 |
| 第65話 | 2005.9.30 | 新しい契約     |        |           |                |        |           |                 |

## 主題歌
- Gackt 「届カナイ愛ト知ッテイタノニ抑エキレズニ愛シ続ケタ…」（NIPPON CROWN）
  - 主題歌には2番が採用された。

## 備考
- 提供読みの背景が毎週違うものに変更されていた。
- 視聴率は今ひとつであったため、主演の雛形が『めちゃ×2イケてるッ!』で本作を引用し、自虐的なギャグとしたことがある。